# Level 3 Communications
Level 3 Communications fue una compañía multinacional estadounidense de telecomunicaciones y proveedor de servicios de Internet radicado en Broomfield, Colorado.
La compañía operó una red Tier 1, proveyendo transporte de datos, voz e IP a proveedores de servicios de internet en América, Europa y partes de Asia.
El 31 de octubre de 2016, CenturyLink (actualmente Lumen Technologies) anunció un acuerdo para adquirir Level 3 Communications. Level 3 pasó a integrarse en CenturyLink el 1 de noviembre de 2017.